# Nissan Titan
Nissan Titan (укр. Ніссан Тітан) — повнорозмірний пікап, що випускався Nissan з 2004 по 2024 роки.

## Перше покоління (TA60; 2004-2015)

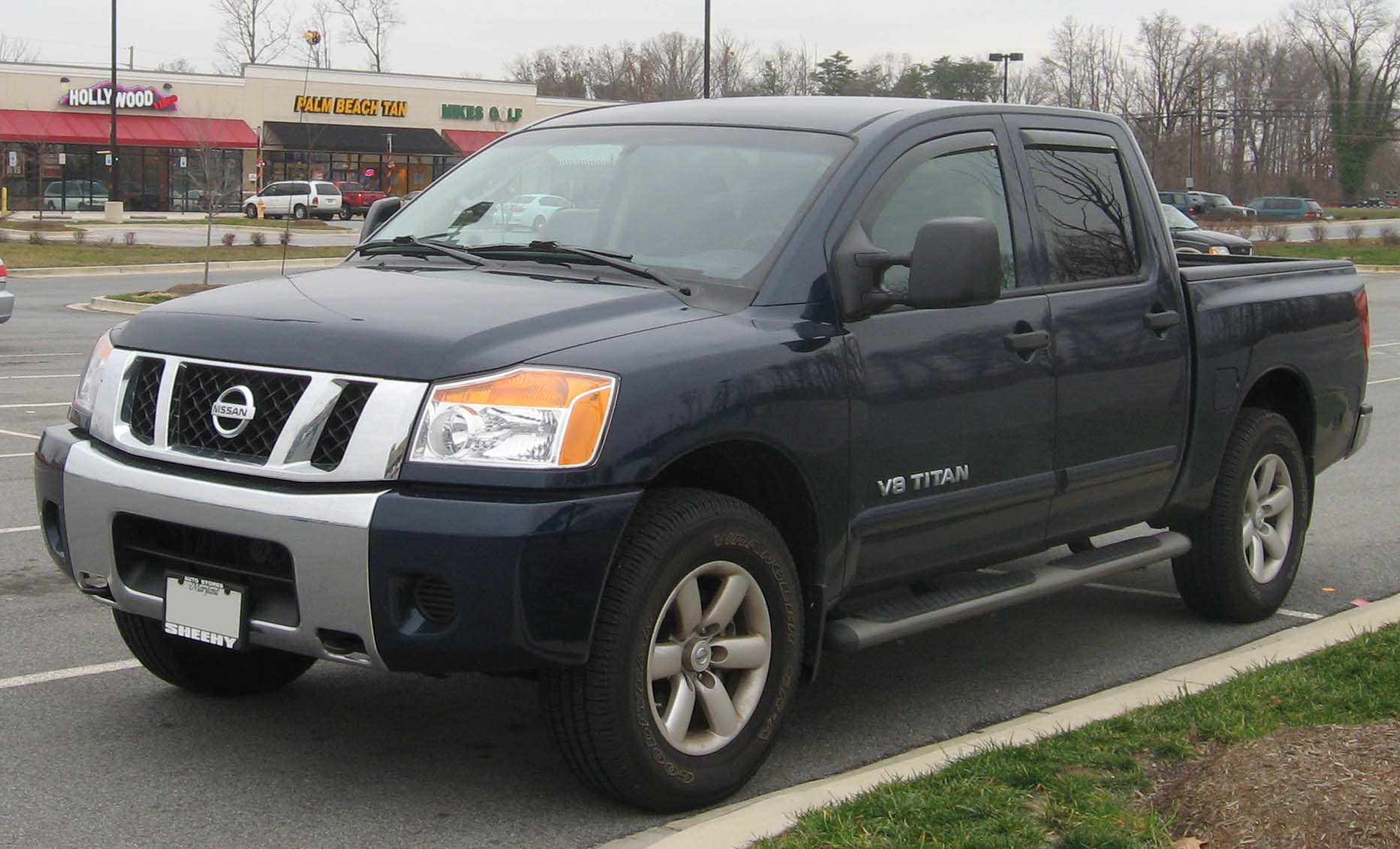
Nissan Titan (2008-2015)

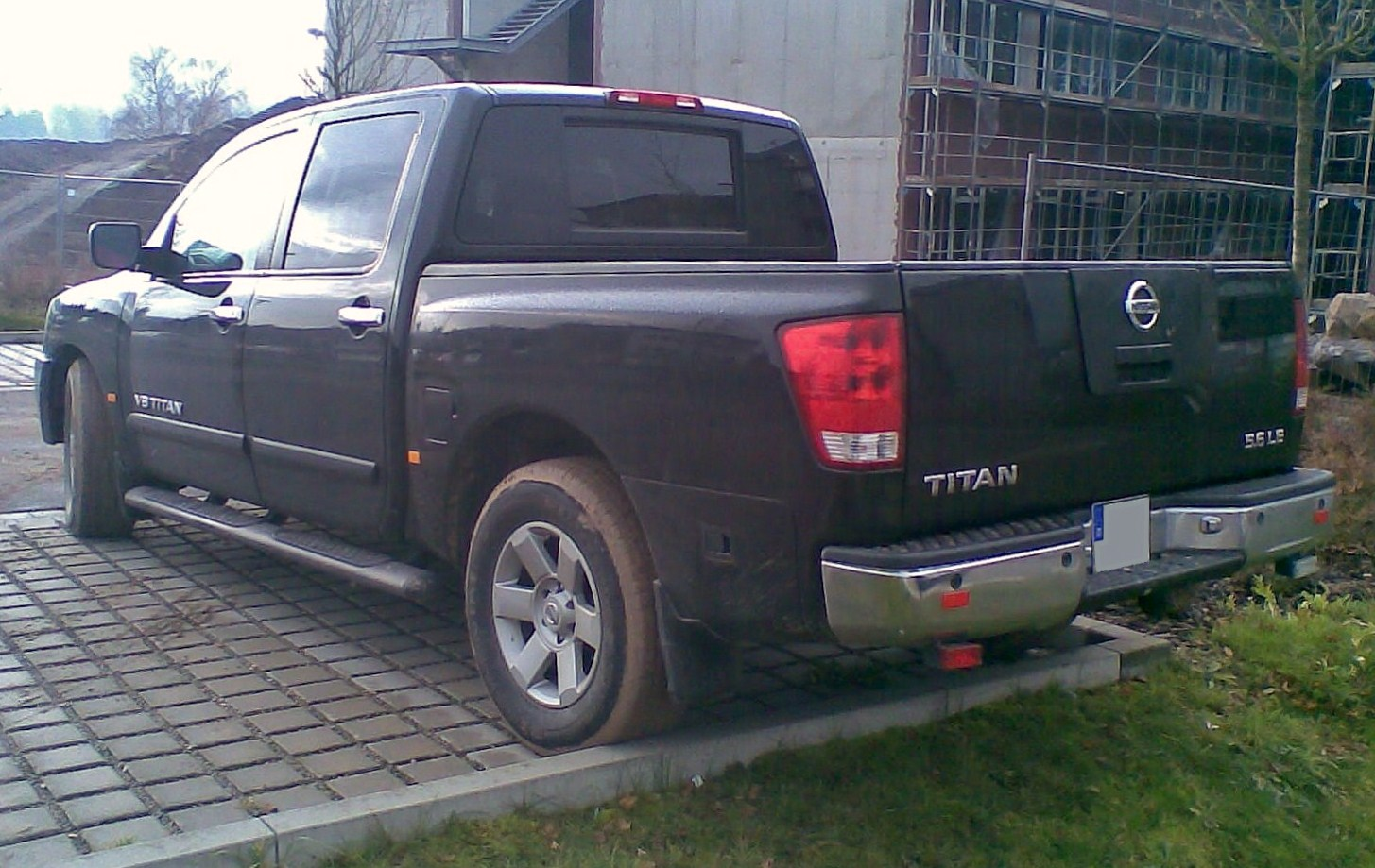
Nissan Titan

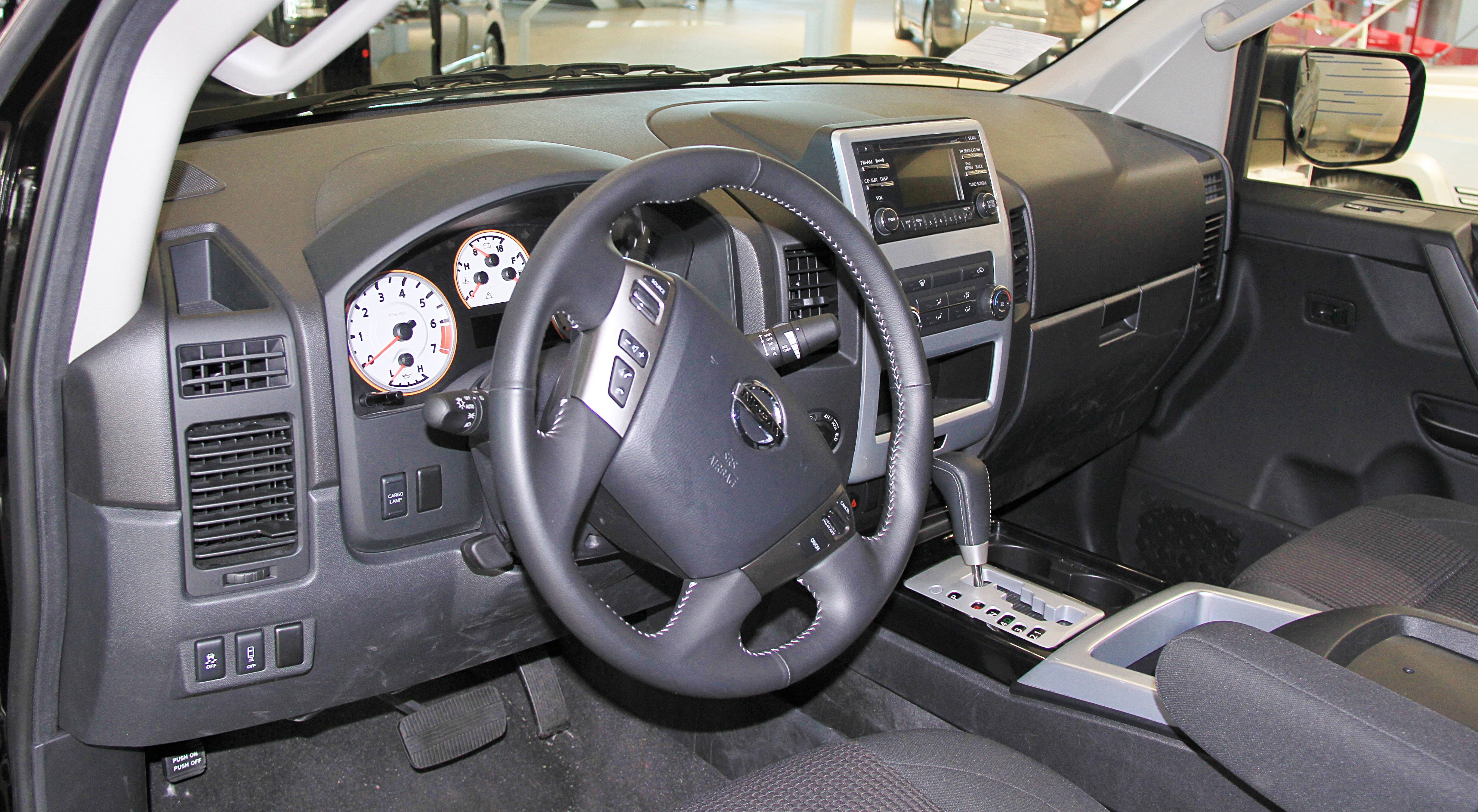

Titan використовує платформу Nissan F-Alpha разом з повнорозмірними позашляховиками Nissan Armada та Infiniti QX56. 
Nissan Titan номінувався на премію North American Truck of the Year в 2004 році. 
З 2004 до 2006 року на автомобіль встановлювали двигун 5,6 л VK56DE V8 309 к.с. при 4900 об/хв і 514 Нм при 3600 об/хв. У 2007 році потужність двигуна зросла до 321 к.с. і 522 Нм. Titan має два види трансмісії - задньоприводну і повноприводну. Повноприводна трансмісія працює в режимах 2WD/4H/4LO і допускає підключення переднього моста на ходу.
Пропонуються три модифікації - XE, SE і LE.
Збирають Titan на новому заводі Nissan в Кентон, штат Міссісіпі, паралельно з позашляховиками Nissan Armada і Infiniti QX56, а двигуни - на моторному заводі фірми в Дечерд, штат Теннессі.
Nissan Titan 2008 модельного року отримав не тільки подовжену базу (LWB), але і нову модифікацію Titan PRO-4X. Доступні модифікації XE, SE, PRO-4X і LE з двома типами кабін King Cab і Crew Cab. Автомобіль оснащується повним або заднім приводом, а довжина вантажної платформи може варіюватися в залежності від модифікації від 1625 мм до 2440 мм.
Що стосується двигуна, на пікап встановлювали 5.7-літровий V-подібний 8-циліндровий агрегат потужністю 317 кінських сил.
У салоні змінили конструкцію крісел і приладової панелі. Можлива установка інтерфейсу Bluetooth, системи супутникового радіо XM Satellite, заднього дивана з електрообігрівом і 8-дюймового монітора DVD-системи.
Як основні недоліки Titan називають відсутність кабіни з одним рядом сидінь (Regular Cab) і відсутність двигуна V6.

### Двигуни
- 5.6 L VK56DE V8 309 к.с. при 4900 об/хв і 514 Нм при 3600 об/хв

## Друге покоління (TA61; 2015-2024)

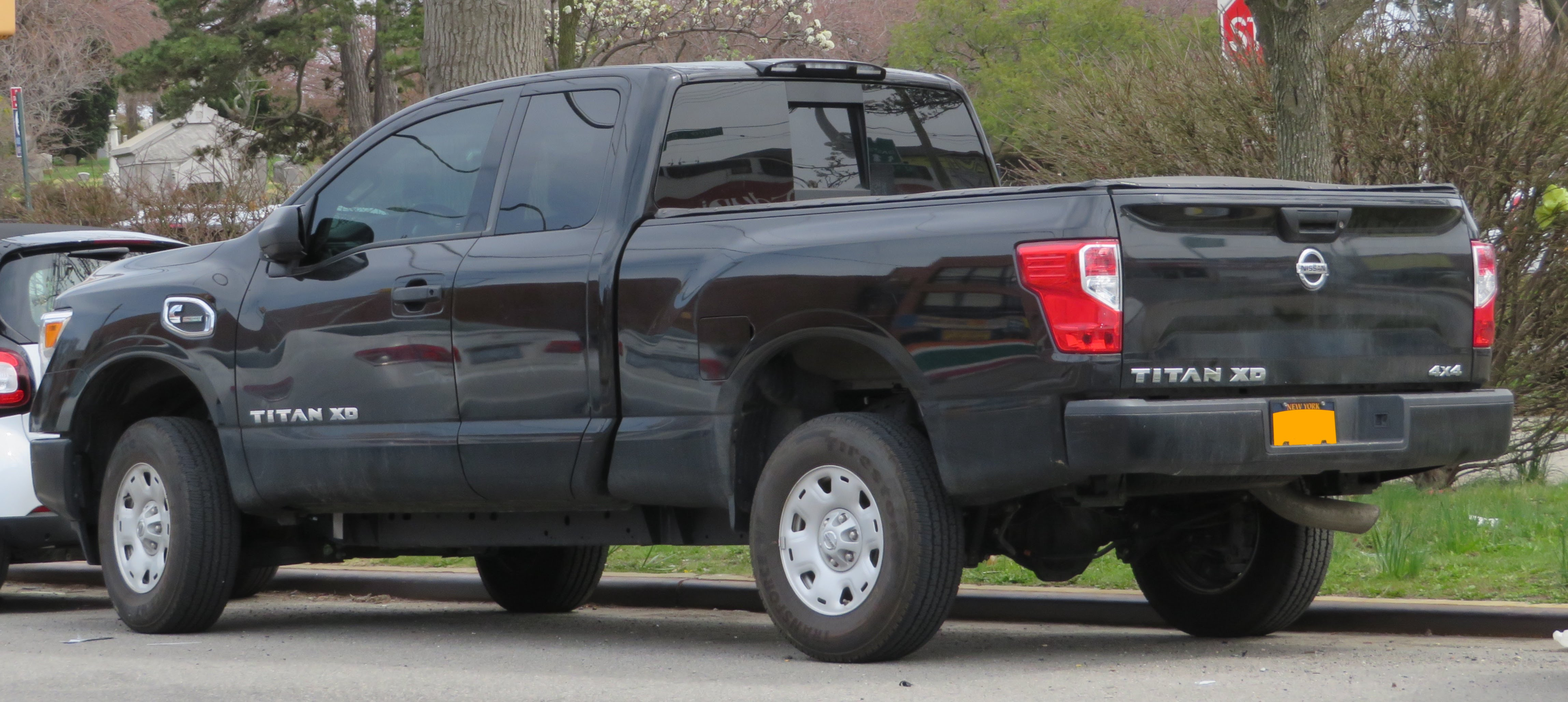

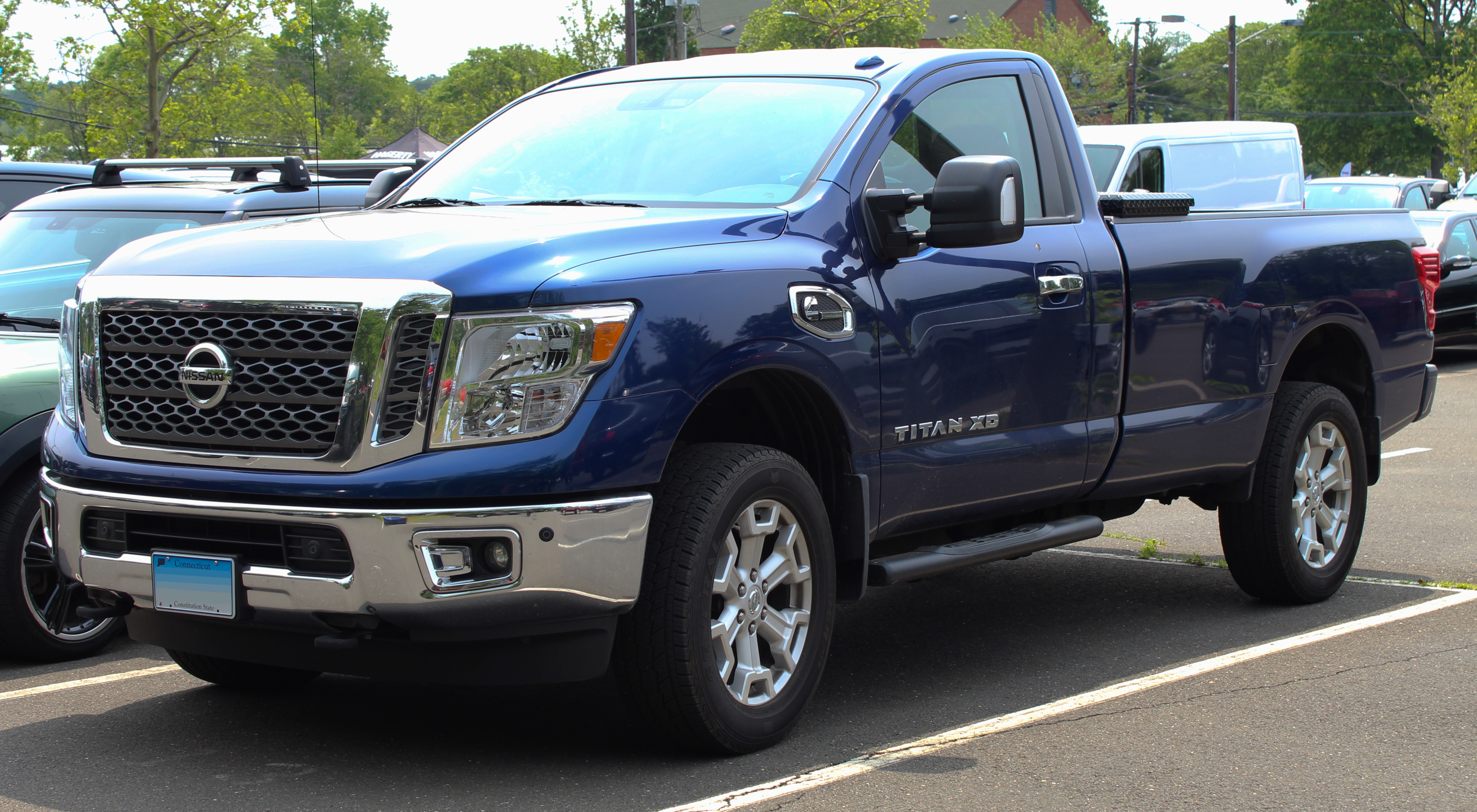
Nissan Titan XD SV 4x4 Single Cab

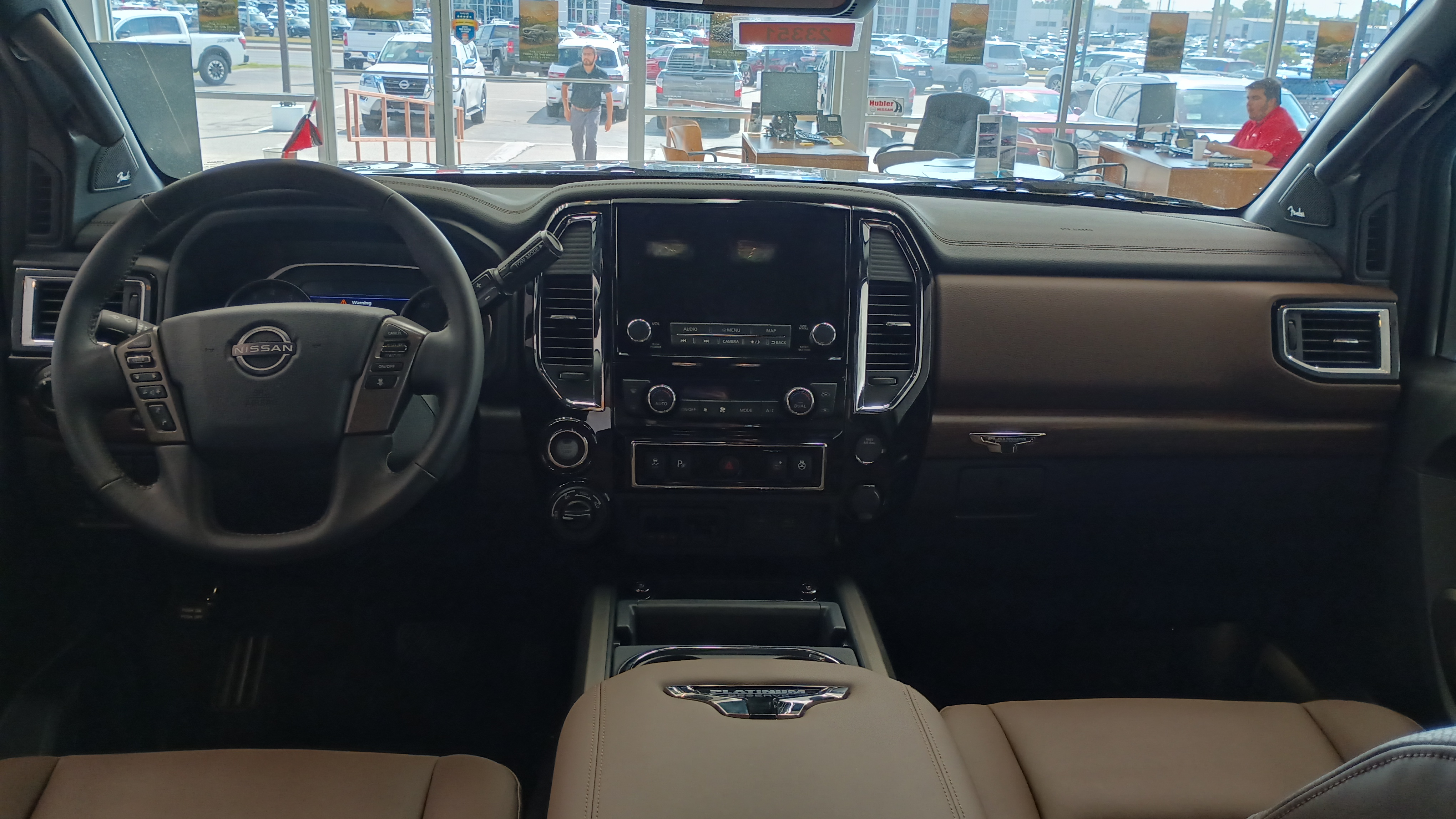

В січні 2015 року на Детройтському автосалоні представлено Nissan Titan другого покоління в подовженій версії XD Crew Cab. Автомобіль отримав турбодизель 5,0 л V8 потужністю 310 к.с. (752 Нм) виробництва Cummins, модернізований бензиновий 5,6 л VK56VD V8 потужністю 390 к.с. (543 Нм) і новий V6, 6-ст. АКПП Aisin, задній або повний привод.
В березні 2016 року на Нью-Йоркському автосалоні представлено вкорочену версію Nissan Titan Crew Cab.
В липні 2016 року пікап отримав одинарну кабіну в довгій версії Nissan Titan XD Single Cab і вкороченій Nissan Titan Single Cab.
Nissan Titan 2021 року зі стандартним двигуном V8 витрачає біля 12,4 л/100 км у змішаному циклі. 
Крім звичайних модифікацій існує більш позашляхова версія Nissan Titan XD PRO-4X з електронним блокуванням заднього диференціалу, спеціальними амортизаторами, спеціальними колесами з дисками і системами системами, що допомагають на бездоріжжі. Автомобіль поставляється з турбодизелем 5,0 л V8 і бензиновим 5,6 л V8.
Лінійка Titan була припинена в Канаді після 2021 модельного року, пояснивши це низькими показниками продажів як причину. 
У серпні 2023 року Nissan підтвердив, що Titan буде припинено після 2024 модельного року через низькі продажі порівняно з Frontier середнього розміру. Вони залишать сегмент повнорозмірних пікапів, щоб зосередитися на створенні седанів EV.

### Двигуни
- 5.6 L VK56VD V8 390 к.с. при 4900 об/хв і 543 Нм при 3600 об/хв (2015–2019)
- 5.6 L VK56VD V8 406 к.с. 560 Нм (з 2019)
- 5.0 L Cummins V8 турбодизель 310 к.с. 752 Нм (Titan XD, 2016–2019)

## Продажі
| Календарний рік | США    | Канада | Всього |
| --------------- | ------ | ------ | ------ |
| 2003            | 2072   | н/д    |        |
| 2004            | 83,848 | 1484   |        |
| 2005            | 86,945 | 1837   |        |
| 2006            | 72,192 | 2441   |        |
| 2007            | 65,746 | 1894   |        |
| 2008            | 34,053 | 1520   |        |
| 2009            | 19,042 | 1377   |        |
| 2010            | 23,416 | 1903   |        |
| 2011            | 21,994 | 3103   |        |
| 2012            | 21,576 | 3499   |        |
| 2013            | 15,691 | 3410   |        |
| 2014            | 12,527 | 3022   |        |
| 2015            | 12,140 | 3226   |        |
| 2016            | 21,880 | 2715   |        |